# 澁澤侑哉
澁澤 侑哉（しぶさわ ゆうや、1月20日生）は、日本の男性ファッションモデルである。バークインスタイル所属。

## 人物
神奈川県出身。アメリカ海兵の米国人男性を父に、外資系企業に勤める日本人女性を母に持つ。日英バイリンガル。渋沢栄一の子孫であると言っていたが、2019年12月31日放送のフジテレビ『追跡!あのニュースでワイドショーが諦めたコト』で、侑哉の家が所有する家系図を栄一の孫・鮫島純子に見せると「全然私の知っている名前が出てこない」と述べ、鮫島が持参した本家の家系図と照らし合わせても侑哉の祖先で栄一のいとことされる靏吉（つるきち）の名前はなく、「家紋も違う」と指摘されている。侑哉が栄一の一族だという証拠がないことがテレビの番組で検証された。
また2020年2月4日放送の日本テレビ『踊る!さんま御殿!!』に出演した際には、番組司会の明石家さんまから渋沢栄一との関係を尋ねられ「ひいひいひいおじいちゃんのいとこです」と説明している。

## モデル活動

### 雑誌
- smart 4月号（2018年2月24日発売、宝島社）
- GQ JAPAN 5月号（2018年3月24日発売、コンデナスト・ジャパン）
- CAMP LIFE Spring Issue 2018（2018年4月18日発売、山と溪谷社）
- Lee BACKPACK BOOK（2018年6月1日発売、宝島社）

### 広告
- EDWIN 2018 SK8street（2018年）
- Timberland 2018 Sociac Outdoor（2018年）
- le coq sportif 2019 SS（2018年）
- THE NORCE FACE China（2018年）
- DRAGONBEARD 2018-19 AW（2018年）
- CASIO G-SHOCK（2018年）
- Alpen（2018年）
- NEW ERA JAPAN（2018年）
- JINS Switch（2018年）
- OUTDOOR PRODUCTS（2018年）
- Lee 2018 A/W（2018年）
- NOTHOMME 2018 A/W（2018年）
- BILLABONG 2018  F/W（2018年）
- LOST 2018 S/S（2018年）

## 出演

### テレビ番組
- テラスハウス ALOHA STATE（2016年11月 - 2017年4月、フジテレビ）
- 究極の男は誰だ!?最強スポーツ男子頂上決戦 第9回（2017年9月28日、TBS）
- 追跡!あのニュースでワイドショーが諦めたコト（2019年12月31日、フジテレビ）
- 踊る!さんま御殿!!（2020年2月4日、日本テレビ）

### イベント
- GirlsAward 2017 AUTUMN/WINTER（2017年9月）
- SHIBUYA SPORTS CAR FES 2017（2017年11月24日）
- 第26回東京ガールズコレクション 2018 S/S（2018年3月）